# Пітер Лавіолетт
Пітер Філіп Лавіолет молодший (англ. Peter Philip Laviolette Jr.; нар. 7 грудня 1964) — американський хокейний тренер і колишній гравець, наразі головний тренер команди НХЛ «Нью-Йорк Рейнджерс». Раніше був головним тренером «Нью-Йорк Айлендерс», «Кароліна Гаррікейнс», «Нашвілл Предаторс», «Філадельфія Флаєрс» та «Вашингтон Кепіталс». Пітер привів «Гаррікейнс» до перемоги в Кубку Стенлі в 2006 році, а пізніше «Флаєрс» до фіналу Кубка Стенлі в 2010 році, та «Предаторз» у 2017 році. Лавіолетт став четвертим тренером в історії НХЛ, який вивів три команди до фіналу Кубка Стенлі. Як гравець він зіграв дванадцять ігор НХЛ, усі в складі «Нью-Йорк Рейнджерс».